# Catholic Encyclopedia

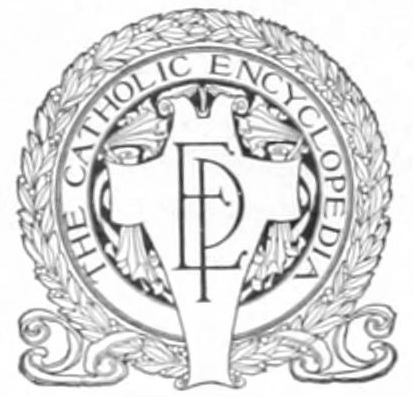
Uitgeversembleem op de titelpagina van de Catholic Encyclopedia uit 1913

De Catholic Encyclopedia is een Engelstalige encyclopedie over de Katholieke Kerk  en over onderwerpen die vanuit dit perspectief worden beschreven, die in 1913 in de Verenigde Staten door The Encyclopedia Press werd gepubliceerd.

## Geschiedenis
Op 11 januari 1905 begon men aan dit werk onder leiding van vijf redacteuren:
- Charles G. Herbermann (hoofdredacteur), professor Latijn en bibliothecaris van het College of the City of New York
- Edward A. Pace, professor Filosofie aan de The Catholic University of America in Washington D.C.
- Condé B. Pallen
- E.H. Thomas J. Shahan, professor Kerkgeschiedenis aan de Catholic University
- E.H. John J. Wynne, S.J., redacteur van The Messenger of the Sacred Heart

Er waren ook andere auteurs, zo schreef de Ierse astronoom Agnes Mary Clerke het hoofdstuk over astronomie.
De tekst verkreeg het nihil obstat op 1 november 1908 en het imprimatur van kardinaal John Farley, die op dat ogenblik aartsbisschop van New York was.
De eerste twee delen van de 15-delige eerste druk verschenen in 1907, de laatste drie delen in 1912. In 1922 kwam een eerste supplement uit en The Gilmary Society publiceerde tussen 1950 en 1958 een tweede supplement in negen losbladige delen.

## New Catholic Encyclopedia
De encyclopedie werd later geactualiseerd onder auspiciën van de Katholieke Universiteit van Amerika en een 17-delige New Catholic Encyclopedia verscheen voor het eerst in 1967 en daarna in 2002.